# Audi R8
L'Audi R8 è una coupé sportiva prodotta dalla casa automobilistica tedesca Audi dal 2007 al 2015 nella prima generazione (Tipo 42) e nella seconda generazione (Tipo 4S) dal 2015 al marzo 2024.
La R8 rappresenta il modello di punta della casa automobilistica di Ingolstadt.

## Storia

### R8 42 (2007-2015)
Presentata al pubblico ufficialmente al salone di Parigi il 30 settembre 2006, a parte il nome e la disposizione a motore centrale, l'auto di serie non ha nulla in comune con la famiglia di prototipi da competizione denominati Audi R8, che sono stati utilizzati dal 1999 al 2005 nella 24 Ore di Le Mans e in altri gare di durata. Realizzata sulla base della Lamborghini Gallardo, ne riprendeva lo schema tecnico/meccanico e la trazione integrale. All'esordio era disponibile solo con motorizzazione V8 e cambio manuale, per poi adottare nel corso della sua carriera dalla stessa Gallardo i motori V10 e i cambi automatici. Dall'autunno 2006 alla fine del 2014, la prima generazione è stata prodotta per un totale di 26 037 vetture. 

### R8 4S (2015-2024)
La seconda generazione è introdotta al salone di Ginevra 2015. Realizzata sulla base della Lamborghini Huracan, ne riprende tutta la meccanica, con motore V10, cambio doppia frizione e trazione integrale permanente. Ha subito un restyling all'inizio del 2019.
La versione Quattro ha 30 CV in più e arriva a erogare 570 CV e 550 Nm di coppia. La versione Performance ha 50 CV in più sviluppando 620 CV e 580 Nm di coppia. Le prestazioni sono migliorate, con la Quattro che accelera da 0 a 100 km/h in 3,4 secondi con 324 km/h di massima velocità, mentre la V10 Performance ne richiede 3,1 secondi (3,2 la Spyder) e raggiunge la punta massima di 331 km/h (329 la Spyder).

## Galleria d'immagini
| Audi R8 42 | Audi R8 4S |
| ---------- | ---------- |
|            |            |
|            |            |
| 2007-2015  | 2015-2024  |